# Гумбетов, Сафар Махмуд оглы
Сафар Махмуд оглы Гумбетов (азерб. Səfər Mahmud oğlu Hümbətov; 20 ноября 1903 года, село Качагани, Борчалинский уезд, Тифлисская губерния, Российская империя — 1960 год, село Качагани, Марнеульский район, Грузинская ССР) — звеньевой колхоза «Социализм» Марнеульского района Грузинской ССР. Герой Социалистического Труда (1949).

## Биография
Родился в 1903 году в крестьянской семье в селе Качагани. Трудился рядовым колхозником, звеньевым в колхозе «Социализм» Марнеульского района.
Указом Президиума Верховного Совета СССР от 3 мая 1949 года «за получение высоких урожаев кукурузы и табака в 1948 году» удостоен звания Героя Социалистического Труда с вручением ордена Ленина и золотой медали «Серп и Молот» (№ 3533).
Этим же Указом званием Героя Социалистического Труда были награждены председатель колхоза «Социализм» Магамед Гамбар оглы Коджаев и звеньевой Самед Курбан оглы Садыков.
Позднее работал в молочно-овощном хозяйстве в Качагани.
Скончался в 1960 году в родном селе. Похоронен на кладбище села Качагани.
Память
В селе Кагачани установлен памятный знак в честь Сафара Махмуда оглы Гумбетова. 